# Бурешова паралола
Бурешова паралола (Paralola buresi) е дребен вид паякообразно, локален пещерен ендемит за района на Западна Стара планина. Липсват данни за числеността му. Видът е описан от чешкия биолог Йозеф Кратохвил през 1951 г. Именуван е на Иван Буреш.

## Разпространение
Видът е установен в пещерите Темната дупка, Зиданка, Свинската дупка и Козарската пещера. Всички те се намират в района на Лакатнишките скали до гара Лакатник, Западна Стара планина

## Биологични особености
Бурешовата паралола е троглобионт. Дължината на тялото е 1,18 – 1,93 mm. Обитава глинестия под на влажни места под бучки глина и варовикови парчета, главно в дъното на пещерите.